# 17 germinal
17 ventôse 17 floréal
Le septidi 17 germinal, officiellement dénommé jour du mélèze, est le 197e jour de l'année du calendrier républicain.
C'était généralement le 6e jour du mois d'avril dans le calendrier grégorien.